# غوستاف داهل
غوستاف داهل (بالدنماركية: Gustav Dahl) (21 يناير 1996 سيلكيبورج الدنمارك - ) هو لاعب كرة قدم دانمركي يلعب كلاعب وسط.

## روابط خارجية
- غوستاف داهل على موقع قاعدة بيانات كرة القدم.إي يو (الإنجليزية)
- غوستاف داهل على موقع Soccerway.com (الإنجليزية)